# Gaz de France
Pour Gaz de France après la création du groupe GDF Suez, voir GDF Suez.
Pour le film homonyme, voir Gaz de France (film).
Pour les articles homonymes, voir GDF.
Gaz de France est un groupe énergétique français, spécialisé dans l'achat, le transport et la distribution, ainsi que la commercialisation de gaz fossile, créé en 1946 et intégré au groupe GDF Suez en 2008, devenu depuis Engie.
Gaz de France est fondé par la loi de nationalisation de l'électricité et du gaz du 8 avril 1946, en regroupant les entreprises privées constituant alors le secteur. Après avoir réorganisé le secteur de la fabrication et de la distribution du gaz de ville, Gaz de France développe à partir des années 1950 et 1960 les usages du gaz auprès de l'industrie, du tertiaire et des ménages, tout en convertissant le système gazier au gaz dit naturel, c'est-à-dire extrait du sol et non plus produit par distillation de la houille.
Dans le cadre du processus de déréglementation des secteurs électriques et gaziers européens, mis en œuvre à la fin du XXe siècle, Gaz de France devient un acteur du marché de l'énergie, offrant des contrats de fourniture de gaz et d'électricité, tout en restant un établissement public à caractère industriel et commercial jusqu'en 2004, lorsqu'elle est transformée en société anonyme détenue majoritairement par l'État.
Le 22 juillet 2008, face notamment à la menace d'une OPA de l'italien ENEL sur le groupe Suez, les deux sociétés sont fusionnées pour former le groupe GDF Suez, dans lequel l'État est désormais minoritaire (40 % du capital). Le nouveau groupe est renommé Engie en 2015.

## Histoire

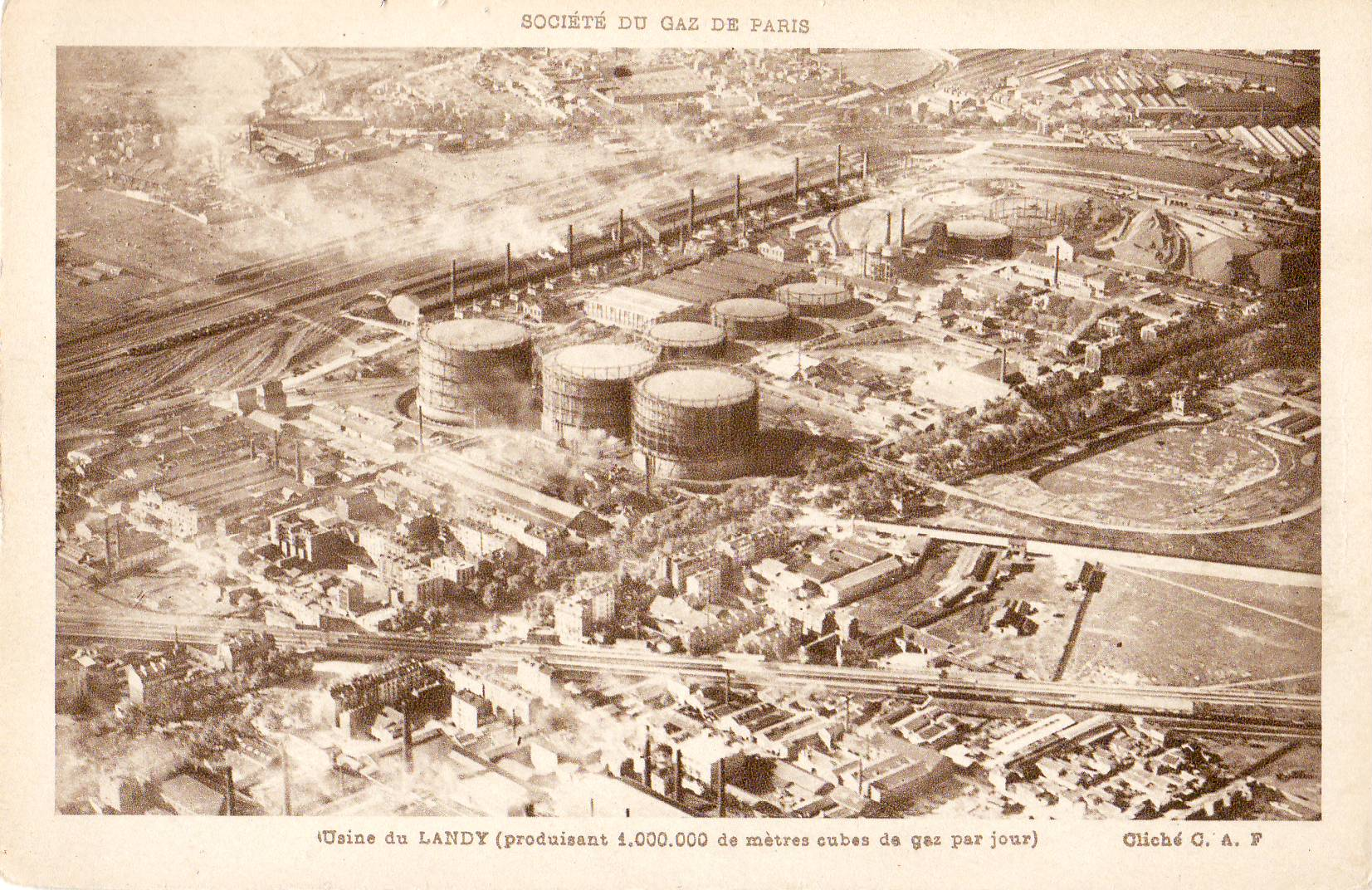
La société du Gaz de Paris, dont on voit l'usine de la Plaine Saint-Denis dans les années 1920, est l'une des sociétés dont la nationalisation a créé Gaz de France
Sur cet emplacement a été construit le Stade de France.

Le siège, 23 rue Philibert Delorme, à Paris.

Entreprise née après-guerre en même temps qu'Électricité de France (EDF), par la loi de nationalisation de l'électricité et du gaz du 8 avril 1946, elle est formée par le transfert des actifs de la quasi-totalité des sociétés privées exerçant une activité de production, transport ou distribution de gaz combustible sur le territoire national (voir Gaz d'éclairage),.
Cette nationalisation se réalise dans le contexte de la forte implication dans la collaboration de certaines sociétés comme Gaz de Paris, dirigée par Ernest Langrogne, qui est condamné en mai 1945.
Sont exclues les sociétés publiques ou d'économie mixte (régies) (Gaz de Bordeaux par exemple). Gaz de France prend le statut d'établissement public à caractère industriel et commercial (EPIC).
Alain Beltran, historien, chargé de recherche au CNRS, et Jean-Pierre Williot, docteur  (sa thèse porte sur l'histoire de l'industrie gazière au XIXe siècle), et chercheur, dans leur ouvrage Le noir et le bleu. 40 ans d'histoire de Gaz de France (Paris, Belfond, 1992), écrivent (page 19) qu'à la suite de la loi numéro 46-628 du 8 avril 1946 : "La gestion des entreprises nationalisées de gaz était confiée à un Établissement public national de caractère industriel et commercial dénommé : 'Gaz de France (GDF), Service national' (article 3)."
L'activité de Gaz de France durant ses premières années consiste à produire et distribuer du gaz de ville, ce gaz de synthèse était essentiellement produit dans des usines à gaz par distillation de houille. Le gaz produit était stocké dans des gazomètres à colonnes, vastes réservoirs cylindriques généralement situés à proximité des lieux de consommation (essentiellement les grandes villes), et dont le poids de la cuve permettait de maintenir le gaz sous pression.
La découverte et la mise en exploitation du gisement de gaz naturel de Lacq à la fin des années 1950 permet à Gaz de France de réorienter son activité vers ce gaz qui a de nombreuses qualités, dont l'absence de toxicité, et d'abandonner progressivement le gaz de ville. Cet événement, qui survient au début d'une période historique de forte croissance de l'économie, permet de développer considérablement l'utilisation du gaz en France tant chez les particuliers que dans les entreprises. La principale préoccupation de Gaz de France est alors de pouvoir s'approvisionner en quantité suffisante de gaz naturel, celui-ci étant revendu sans problème tant la demande est forte. Les chocs pétroliers des années 1970 renforcent encore la volonté de la France de diversifier ses approvisionnements en énergie. L'entreprise s'efforce alors de tisser des liens économiques étroits avec les pays producteurs les plus proches : Algérie, Pays-Bas et URSS pour pouvoir assurer ses approvisionnements, le gisement de Lacq n'étant plus suffisant pour répondre à la forte demande en France. Dans cette optique, Gaz de France développe également le stockage de gaz naturel dans des réservoirs souterrains, soit à partir de structures géologiques naturellement adaptées (roche poreuse entourée de roches imperméables), soit en utilisant le principe de la cavité saline (on injecte de l'eau dans un gisement naturel de sel pour dissoudre ce sel et créer ainsi une cavité propice au stockage du gaz). Ces gisements s'avèrent d'une très grande utilité économique pour pouvoir pallier l'irrégularité de la fourniture par les producteurs étrangers, notamment l'URSS.
Gaz de France développera également une activité de gaz naturel liquéfié afin de faciliter l'importation de gaz naturel par méthanier.
À partir des années 1980, Gaz de France a réussi à sécuriser un niveau d'approvisionnement suffisant et l'entreprise renforce son activité commerciale pour augmenter ses ventes, notamment en essayant de développer de nouveaux usages du gaz naturel.
Le gisement de Lacq est actuellement considéré comme épuisé et GDF Suez importe désormais la totalité du gaz naturel qu'il commercialise.
Pour s'implanter sur un territoire, Gaz de France passe des contrats de concession avec les collectivités publiques où elle intervient comme opérateur. Elle n'a jamais eu de monopole, tant pour l'approvisionnement que pour la distribution aux entreprises et aux particuliers.[réf. souhaitée] Son seul monopole de fait était l'importation de gaz naturel. Une direction commune entre EDF et GDF gérait le réseau de distribution du gaz : EDF Gaz de France Distribution.
Électricité de France et Gaz de France ont toujours été deux entités juridiquement distinctes. Dans le cadre juridique ouvert par la nationalisation, elles partageaient entre elles un certain nombre de directions, notamment celle gérant le personnel et celle s'occupant de la distribution des énergies (électricité et gaz naturel).
Le processus de déréglementation a imposé la séparation juridique de certaines fonctions, identifiées comme des monopoles naturels. Ainsi successivement ont été filialisés les gestionnaires de réseau de transport, puis les gestionnaires des réseaux de distribution.
Pour Gaz de France, il s'agit de GrDF (Gaz réseau Distribution France). Avec la filiale distribution d'EDF, ERDF (Électricité réseau distribution France), ils pilotent un service commun aux deux entreprises, anciennement dénommé « EDF Gaz de France Distribution » (ex-« EDF GDF SERVICES »), qui est chargé de la gestion du réseau de distribution, et notamment des interventions sur le terrain (relevé de compteurs, mise en service, travaux, etc.).
L'appellation courante et historique « GDF » n’était plus utilisée de façon institutionnelle depuis 2003. Le groupe communiquait désormais exclusivement sous la marque « Gaz de France » et n'utilisait plus le nom « GDF ». Cette abréviation GDF a toutefois été intégrée dans le nom du nouveau groupe GDF Suez.

### Évolution de l'entreprise et privatisation

#### Ouverture du capital
L'agenda politique du gouvernement Raffarin fixé par le président Chirac élu en 2002 est d'ouvrir le capital de plusieurs grandes entreprises publiques à des intérêts privés. Les rumeurs puis l'annonce lors des vœux à la presse du Premier ministre Jean-Pierre Raffarin d'une modification des statuts d'EDF-GDF déclenchent d'importants mouvements de grèves et d'actions syndicales au sein de ce groupe.
Le ministre de l'économie, Nicolas Sarkozy, déclare alors devant l'Assemblée nationale : « EDF-GDF ne sera pas privatisée, ni aujourd'hui, ni demain. Le gouvernement de la France veut que l'État conserve la majorité des parts de cette grande entreprise. Nous en débattrons d'ailleurs puisque la loi fixera un seuil minimum - il est aujourd'hui de 50 % - qui pourra ou non être relevé. ». Et deux mois plus tard, il confirme devant les employés d'EDF : « Est-ce que nous voulons privatiser l'entreprise, la réponse est non non et non ».
De fait, la loi 2004-803 du 9 août 2004 transforme l'EPIC en société anonyme et opère par conséquent une sociétisation, en créant cette société d'économie mixte à capital public majoritaire dont l'État détient 70 % du capital[réf. nécessaire].

#### Fusion avec Suez
Toutefois la situation a continué d'évoluer. Officiellement pour contrer la menace d'OPA hostile de l'Italien Enel sur le groupe privé Suez, le 25 février 2006 le gouvernement français de Dominique de Villepin annonce la fusion de GDF avec Suez. Cette fusion mettra près de 18 mois à se concrétiser devant la fronde des parlementaires de l'opposition et du centre.
En effet, en France, une telle fusion est perçue, par les syndicats, comme une « privatisation déguisée » de Gaz de France car la participation de l'État devrait mécaniquement baisser non seulement en dessous du seuil de 70 % fixé par la loi de 2004 mais même en dessous des 50 % qui permettent à l'État de piloter la marche de l'entreprise. À l'inverse, en Belgique, plusieurs responsables politiques se sont inquiétés du contrôle par l'État français d'une part importante de la production et distribution d'énergie en Belgique. Le niveau exact de la participation publique dans l'éventuel ensemble fusionné est tributaire de la nature exacte de la fusion et des valorisations respectives des deux sociétés. De fait, la fusion des entreprises et la naissance du groupe GDF-Suez ne garantira à l'état qu'une minorité de blocage, avec plus de 35 % de participation au capital du groupe.
Si Nicolas Sarkozy semble s'être opposé pendant plusieurs mois au projet de fusion, il a par la suite accepté de suivre la ligne gouvernementale fixée par le Premier ministre, Villepin.
Ce projet de fusion GDF-Suez a été critiqué aussi bien par l'ensemble de la gauche, qui craint la perte d'un des derniers moyens d'enrayer la hausse des prix connue depuis 3 ans, que par les gaullistes sociaux.
La loi no 2006-1537 relative au secteur de l'énergie autorisant la privatisation de Gaz de France est finalement adoptée le 7 décembre 2006 après une bataille parlementaire qui verra l'opposition déposer 137 665 amendements et le gouvernement menacer d'utiliser le « 49-3 » (adoption sans vote).
Le 2 septembre 2007, les conseils d'administration de Gaz de France et Suez ont approuvé de nouvelles orientations pour le projet de fusion entre Suez et Gaz de France, fusion qui s'est concrétisée en juillet 2008.

### Introduction de Gaz de France en Bourse
Les négociations des actions Gaz de France ont débuté le 8 juillet 2005 à 12 heures sur l’Eurolist d’Euronext Paris, sous le code ISIN FR0010208488.
Prix de l'offre :
- offre à prix ouvert (OPO) : 23,20 € par action ;
- placement global garanti : 23,40 € par action ;
- offre réservée aux salariés : 18,56 € pour les formules avec décote et 23,20 € pour la formule sans décote.

3,1 millions de particuliers en ont acheté.
À la fin de la première journée, l'action valait 28,50 €, c'est-à-dire de +22,84 % en à peine quelques heures (ce qui représente même un gain potentiel de +53,56 % pour l'offre réservée aux salariés, soumise à des conditions de durée de détention).

## Chiffres clés
En 2006 :
- clients : 13,9 millions en Europe.
- personnel : 50 244 employés, dont 32 % hors de France et 25 % de femmes
- moyens techniques :
  - Gazoducs : en France 31 610 km.
  - Méthaniers : Flotte de 12 méthaniers, dont Provalys, le plus grand méthanier du monde
  - Terminaux méthaniers : 3 (2 à Fos-sur-Mer et 1 à Montoir-de-Bretagne).
  - Stockage souterrain : 12 sites, pour une capacité utile de 9,2 milliards de m³.
  - Volume transporté : 687 TWh de gaz (en France en 2006).
  - Distribution en France : 185 000 km de canalisations et 9100 communes raccordées[17].

### Données financières
| Années                        | 2002   | 2003   | 2004   | 2005   | 2006   | 2007   |
| ----------------------------- | ------ | ------ | ------ | ------ | ------ | ------ |
| Chiffres d'affaires           | 14 540 | 16 647 | 18 122 | 22 870 | 27 642 | 27 427 |
| Excédent Brut Opérationnel    | NA     | NA     | NA     | 4 248  | 5 149  | 5 666  |
| Résultats nets part du groupe | 838    | 910    | 1 046  | 1 782  | 2 298  | 2 472  |
| Fonds propres                 | 9 259  | 9 587  | 10 377 | NA     | NA     | NA     |
| Dettes financières            | 4 467  | 5 409  | 4 793  | 2 962  | 3 485  | NA     |

Fin 2006, les réserves prouvées et probables du groupe s'élèvent à 685,3 millions de barils-équivalent-pétrole (Mbep), et la production à 45,5 Mbep, dont 71 % en gaz naturel.

### Données boursières
Actionnaires principaux au 31 janvier 2007 :
- individuels et institutionnels : 17,9 %
- État français : 79,8 %
- salariés : 2,3 %[réf. nécessaire].

Pour mémoire, en 2005 : flottant 17 %, État français 80 %, salariés 3 %
| Années                                         | 2005 | 2006              | 2007                      |
| ---------------------------------------------- | ---- | ----------------- | ------------------------- |
| Nombre d'actions cotées (en millions)          | NA   | 984               | NA                        |
| Capitalisation boursière (en millions d'euros) | NA   | 24 400            | 39 400 (31 décembre 2007) |
| Nombre de transactions quotidiennes            | NA   | environ 1 000 000 | NA                        |

Le dividende par action était de 0,68 € en 2005 et 1,10 € en 2006.

## Stratégie de Gaz de France
Trois grands axes paraissent se dégager[réf. nécessaire] :
- internationalisation dans les pays d'Europe, notamment avec Cofathec, filiale de services multi-énergies et Gaz de France Énergie, sociétés présentes en France, en Italie, en Grande-Bretagne, au Benelux et en Suisse ;
- diversification dans les autres formes d'énergies : gaz naturel, électricité et pétrole. La filiale Gaselys, détenue à 51 % par Gaz de France et à 49 % par la Société générale, est un des outils du groupe pour pénétrer le marché de l'électricité en Europe, notamment dans le domaine du courtage. À noter que cette société a gagné en 2004 un des lots d'approvisionnement de la SNCF en électricité en concurrence avec EDF ;
- développement de services associés à la fourniture d'énergie : services multi-énergies avec Cofathec, services de gestion du risque financier avec Gaselys (intervention sur les marchés financiers).

## Métiers
Gaz de France affirmait être le seul groupe européen à être présent sur toute la chaîne de l'énergie, dans six métiers différents.
Gaz de France était organisé en cinq branches :
- « Global Gaz et GNL », qui s'occupait d'exploration-production dans 7 pays, d'approvisionnements (639 Twh de gaz naturel en 2006) et de vente, de GNL (gaz naturel liquéfié), et de trading (à travers Gazelys filiale de trading détenue par Gaz de France (à 51 %) et la Société Générale (à 49 %)) ;
- « Énergie France », qui s'occupait de la production d'électricité (développement, exploitation, maintenance) en France et à l'étranger, de la commercialisation (relation clientèle, communication commerciale et animation des filières de professionnels), et de l'entretien des chaudières (SAVELYS, filiale détenue à 59 %) ;
- « Services » qui offrait des services complémentaires à la fourniture d'énergie : services énergétiques, maintenance industrielle, etc. C'était l'activité principalement de Cofatech. En 2006, l'activité Services emploie 12 865 personnes, dont 8 000 en Europe et réalise un chiffre d'affaires de 2 181 millions d'euros ;
- « International » responsable du développement de Gaz de France en dehors de la France ;
- « Infrastructures » qui assurait le transport, la distribution, le stockage de gaz naturel et la regazéification du gaz naturel liquéfié (GNL) en France. On y trouvait la Direction des Grandes Infrastructures (DGI)[18] et également la filiale GRTgaz[19] et GrDF (Gaz réseau Distribution France)[20].

GRTgaz était la filiale de transport en France de Gaz de France. Elle exploitait et commercialisait un réseau de 31 610 kilomètres, accessible à tous les expéditeurs qui interviennent sur le territoire français. Ce réseau compte également 27 stations de compression et 687 Twh y ont été transportés en 2006. Enfin, Gaz de France a investi 245 millions d'euros dans le développement de ce réseau en 2006.
Le Groupe Gaz de France était par ailleurs actionnaire de plusieurs sociétés de transport en Europe :
- Deutschland Transport en Allemagne (100 %) ;
- BOG en Autriche (participation non spécifiée) ;
- SPE et SEGEO en Belgique (participation non spécifiée).

GrDF exploite au total un réseau de 185 000 kilomètres, accessible à tous les fournisseurs de gaz naturel opérant sur le territoire français.

## Direction

### Administration et direction de l'entreprise (au 30 octobre 2007)

#### Président
- Jean-François Cirelli : président-directeur général de Gaz de France.

#### Direction générale
Au 23 juillet 2007 et jusqu'à la fusion avec Suez, le Comité Exécutif était composé de :
- Jean-François Cirelli – Président-directeur général,
- Yves Colliou – Directeur général délégué,
- Jean-Marie Dauger – Directeur général délégué,
- Stéphane Brimont – Directeur financier,
- Emmanuel Hedde – Secrétaire général du Groupe Gaz de France,
- Pierre Clavel – Directeur de la Branche « International »,
- Henri Ducré - Directeur de la Branche « Energie France »,
- Philippe Saimpert - Directeur des Ressources Humaines,
- Jean-Michel Carboni - Directeur Europe centrale et orientale,
- Raphaële Rabatel - Directrice de la Communication,

### Anciens présidents du Gaz de France
- Robert Hirsch : 1970-1975
- Jean Blancard : 1975-1979
- Pierre Alby : 1979-1986
- Jacques Fournier : 1986-1988
- Francis Gutmann :1988-1993
- Loïk Le Floch-Prigent : 1993-1996
- Pierre Gadonneix : 1996-2004
- Jean-François Cirelli : 2004-2008

### Anciens directeurs généraux
- Bernard Kuhn de Chizelle : 1959-1964
- Maurice Bernard : 1964-1969
- Pierre Alby : 1969-1979
- Pierre Delaporte : 1979-1987
- Pierre Gadonneix : 1987-1995
- Jacques Maire : 1996-1998

## Identité visuelle

### Logotype

Logo de Gaz de France du 1er janvier 1988 au 28 octobre 2002.
Logo de Gaz de France du 29 octobre 2002[21] au 21 juillet 2008 (jusqu'à la fusion avec Suez).

### Symboles
- Méthanie, mascotte de GDF[22],[23]

### Slogans
- « Voir autrement, voir plus loin » (années 1980 - milieu des années 1990)[24].
- « Le choix de la qualité » (fin des années 1990)[25].
- « Ici. Là-bas. Pour vous. Pour demain. » (de 2000[26] à [Quand ?]).
- « Être utile aux Hommes » (de [Quand ?] à [Quand ?]).

## Condamnation
Le 4 janvier 1971 à 3h06, un immeuble de sept niveaux, vingt-quatre  appartements et un garage automobile en rez-de-chaussée à Auch, est soufflé par une explosion de gaz. La catastrophe provoque la mort de quatorze personnes et huit blessés sont retrouvés dans les décombres. L'enquête démontre la présence d'une conduite de gaz perforée sous l'immeuble détruit alors que les cuves de la station-service sont intactes et pleines. Gaz de France est reconnu civilement responsable et condamné en qualité de personne morale en 1976 par la cour de cassation à verser d'importants dommages-intérêts aux parties civiles.

### Émission de radio
- Fabrice Drouelle, « GDF-Suez, hold-up sur le service public », Affaires sensibles, sur France Inter, 24 mars 2022 (consulté le 9 janvier 2023)..

### Documentaire
- Gilles Balbastre, Gaz et flouze à tous les étages